# Ферида Дураковић
Ферида Дураковић (Олово, 18. април 1957) је песникиња, ауторка кратких прича, списатељка за децу, колумнисткиња и уредница.

## Биографија
Дипломирала је југословенску књижевност и српскохрватски језик 1980. на Филозофском факултету у Сарајеву. У периоду између 1980. и 1983. године радила је као професорка матерњег језика и књижевности у Сарајеву и Варешу, те као професорка српскохрватског језика на ваздухопловној академији у Рајловцу. Као лекторица, радила је у Ослобођењу у периоду 1983. до 1984. године. До 1992. године радила је као уредница у сарајевском Дому Младих. 22 године је провела на месту главне тајнице и извршне директорице П.Е.Н Центра Босне и Херцеговине у Сарајеву.
Објавила је петнаестак књига поезије, прозе, књижевности за децу и превода са енглеског језика. Од књижевности за децу и младе објавила је, између осталог, и Још једну бајку о ружи 1989. године која је постављена на сцену амфитеатра у Дому младих Скендерија, те Микијеву абецеду 1994. године која је постављена на сцену Позоришта младих Сарајево 1995. године и играна више од педесет пута, а потом обновљена на истој сцени 2016. године. Преводи са енглеског језика, између осталог Нове пјесме за Босну и Логор Омарска ауторице Росемарy Мензиес са Новог Зеланда. Књиге поезије су јој објављене у Пољској, САД, те Италији и Бугарској. Поезија јој је преведена на енглески, грчки, словеначки, турски, њемачки и фински језик.
Припрема две књиге за децу и нову књигу. Живи у Сарајеву.

## Награде
- Награда Књижевне омладине БиХ за збирку песама "Бал под маскама" 1977.
- Награда Светлости за најбољу прву књигу младог аутора за збирку песама "Бал по маскама" 1977.
- Награда Фондације Хелман-Хамет 1993. за збирку песама "The Heart of Darkness"
- Награда Васyл Стус 1999. за збирку песама "The Heart of Darkness"
- 2002. године Бисер Интернасионал прогласио је женом године у Босни и Херцеговини
- 2012. године номинирана за награду Астрид Линдгреен за дечју књижевност
- Награда на Конкурсу за радио драму БХ Радија 1 2015. године за текст радио драме Ослони се на мене
- Награда за казалишни комад Мрак чудак на Сусретима луткарских позоришта уз Бугојну 2015. године
- Текст игре за децу Мрак чудак награђен је посебном наградом на Сусретима луткарских позоришта БиХ у Бугојну 2016. године